# 4698 Jizera
4698 Jizera (1986 RO1) là một tiểu hành tinh vành đai chính được phát hiện ngày 4 tháng 9 năm 1986 bởi A. Mrkos ở Đài thiên văn Kleť.